# Hypnoidus pictus
Hypnoidus pictus là một loài bọ cánh cứng trong họ Elateridae. Loài này được Bessolitzina & Dolin in Dolin & Bessolitzina miêu tả khoa học năm 1991.